# San Diego Clippers 1981-1982
La stagione 1981-82 dei San Diego Clippers fu la 12ª nella NBA per la squadra della California.
I San Diego Clippers arrivarono sesti nella Pacific Division della Western Conference con un record di 17-65, non qualificandosi per i play-off.

## Roster
| N° | Naz.                   | Ruolo | Sportivo         | Anno | Alt. | Peso |
| -- | ---------------------- | ----- | ---------------- | ---- | ---- | ---- |
| 1  | Stati Uniti (bandiera) | G     | Charlie Criss    | 1948 | 173  | 75   |
| 4  | Stati Uniti (bandiera) | GA    | Al Wood          | 1958 | 198  | 88   |
| 7  | Stati Uniti (bandiera) | A     | Michael Brooks   | 1958 | 201  | 100  |
| 11 | Stati Uniti (bandiera) | G     | Phil Smith       | 1952 | 193  | 84   |
| 13 | Stati Uniti (bandiera) | G     | John Douglas     | 1956 | 188  | 77   |
| 14 | Stati Uniti (bandiera) | G     | Brian Taylor     | 1951 | 188  | 84   |
| 15 | Stati Uniti (bandiera) | G     | Jim Brogan       | 1958 | 193  | 84   |
| 20 | Stati Uniti (bandiera) | GA    | Freeman Williams | 1956 | 193  | 86   |
| 21 | Stati Uniti (bandiera) | A     | Michael Wiley    | 1957 | 206  | 91   |
| 22 | Stati Uniti (bandiera) | AC    | Tom Chambers     | 1959 | 208  | 100  |
| 23 | Stati Uniti (bandiera) | AC    | Joe Bryant       | 1954 | 206  | 84   |
| 24 | Stati Uniti (bandiera) | G     | Armond Hill      | 1953 | 193  | 86   |
| 30 | Stati Uniti (bandiera) | A     | Jim Smith        | 1958 | 206  | 102  |
| 31 | Paesi Bassi (bandiera) | C     | Swen Nater       | 1950 | 211  | 109  |
| 33 | Stati Uniti (bandiera) | AC    | Jerome Whitehead | 1956 | 208  | 100  |
| 34 | Stati Uniti (bandiera) | C     | Rock Lee         | 1955 | 208  | 100  |
| 42 | Stati Uniti (bandiera) | GA    | Ron Davis        | 1954 | 198  | 90   |

## Staff tecnico
- Allenatore: Paul Silas
- Vice-allenatori: Pete Babcock, Bill Westphal
- Preparatore atletico: Mike Shimensky